# Acumulación por desposesión
La acumulación por desposesión es un concepto acuñado por el geógrafo teórico y marxista David Harvey que consiste en el uso de métodos de la acumulación originaria para mantener el sistema capitalista, mercantilizando ámbitos hasta entonces cerrados al mercado. Mientras que la acumulación originaria supuso la implantación de un nuevo sistema, según la teoría marxista, al desplazar al feudalismo, la acumulación por desposesión tiene por objetivo mantener el sistema actual, repercutiendo en los sectores empobrecidos la crisis de sobreacumulación del capital.

## Definición
Según David Harvey, el término define los cambios neoliberales producidos en los países occidentales desde los años 1970 hasta la actualidad. Estos cambios estarían guiados por cuatro prácticas, principalmente la privatización, la financiarización, la gestión y manipulación de las crisis y las redistribuciones estatales de la renta. Los cambios se manifiestan, entre otros, en la privatización de empresas y servicios públicos, que tienen su raíz en la privatización de la propiedad comunal.
Además, Harvey menciona que la acumulación por desposesión tiene cuatro aspectos principales: privatización y mercantilización, financiarización, gestión y manipulación de la crisis, y finalmente, redistribuciones estatales.

## Ejemplos

### Hipotecas bancarias e hipotecas inversas
Para el geógrafo Oriol Nel·lo el encarecimiento del suelo y por tanto del precio de la vivienda dificulta el acceso a la población a un bien básico, especialmente en el caso de la compra mediante hipoteca que considera un ejemplo de acumulación por desposesión, ya que el coste de la vivienda se encarece innecesariamente y se prolonga durante los años de la vida laboral (15, 20, 30...) extrayendo cantidades importantes de recursos a quienes lo necesitan por los bancos. La "venta" de las hipotecas inversas por las entidades financieras como solución a la escasez de recursos en la vejez y en la jubilación suponen, para Nel·lo, otra vuelta de tuerca a la acumulación por desposesión al volver a considerar un bien básico necesario como un bien financiero.